# Castel d'Azzano
Castel d'Azzano là một đô thị ở tỉnh Verona trong vùng Veneto của Ý, có cự ly khoảng 110 km về phía tây của Venice và khoảng 6 km về phía tây nam của Verona. Tại thời điểm ngày 31 tháng 12 năm 2004, đô thị này có dân số 10.825 người và diện tích là 10,0 km².
Đô thị Castel d'Azzano có các frazioni (các đơn vị trực thuộc, chủ yếu là các làng) La Rizza, San Martino, và Forette.
Castel d'Azzano giáp các đô thị: Buttapietra, Verona, Vigasio, và Villafranca di Verona.